# 每日通告單

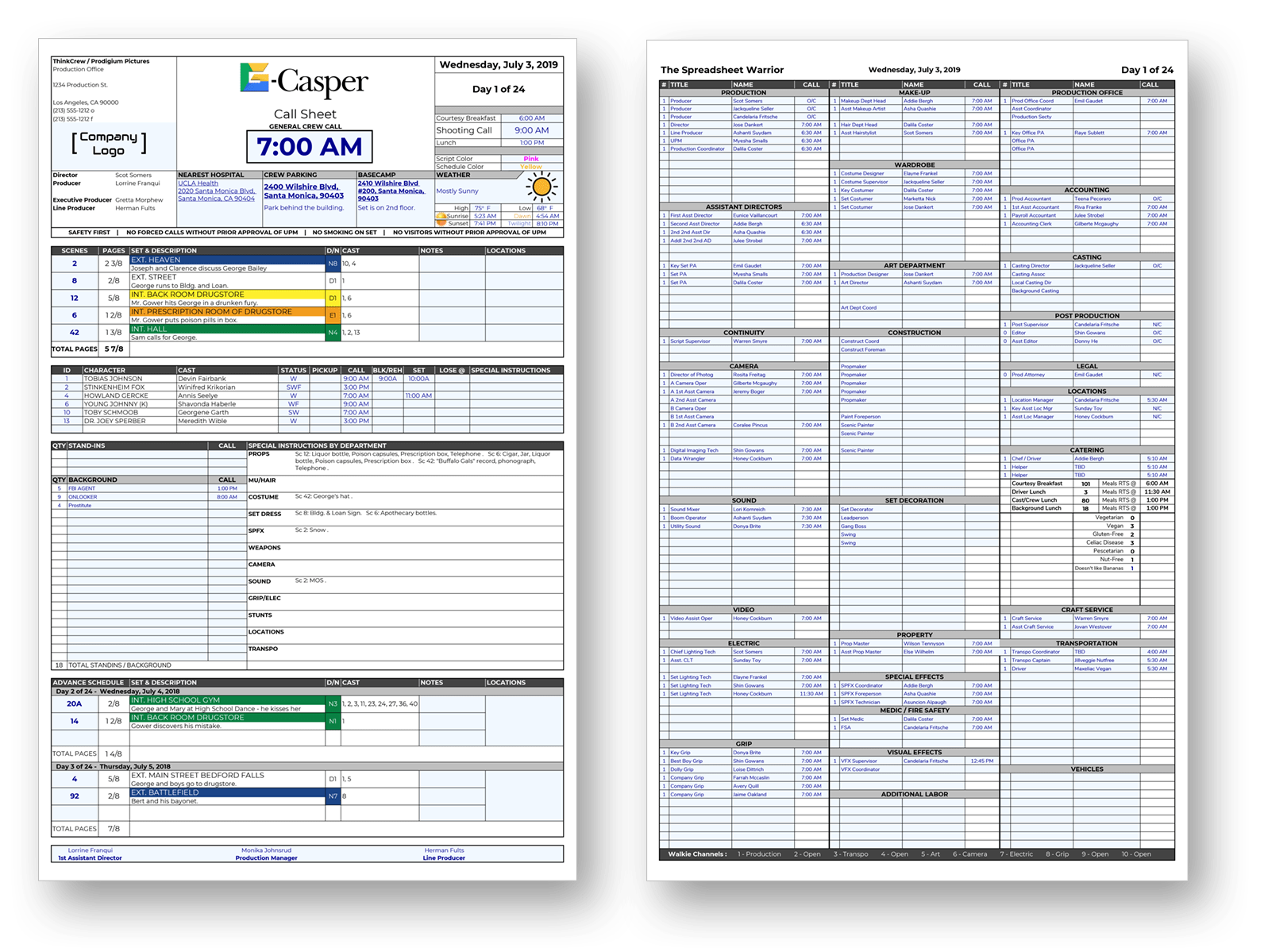
开放源代码工具G-Casper的兩面通告單版面範例

每日通告單是電影製作術語，指的是由副導演監督並由副導演根據導演的拍攝清單、製作進度和其他後勤考慮因素制定的日程安排。每日通告單會發給電影製作的演員和工作人員，告知他們在某一天的拍攝地點及時間報到，通常不遲於下一個工作日開始前12小時。
每日通告單還包括其他有用資訊，例如聯絡方式（如劇組人員及其他聯絡人的電話號碼）、當天的日程安排、正在拍攝的劇本頁和戲份、拍攝地點的地址和停車安排，以及劇組安全注意事項。

## 延伸閱讀
- Peter W. Rea, David K. Irving. Producing and Directing the Short Film and Video. Focal Press 2000, pg. 55. ISBN 0-240-80394-9
- Eden H. Wurmfeld, Nicole Shay LaLoggia. IFP/Los Angeles Independent Filmmaker's Manual. Focal Press 2004, pg. 222. ISBN 0-240-80585-2
- Pat P. Miller. Script supervising and film continuity. Focal Press 1998, pg. 48. ISBN 0-240-80294-2